# Congênere
Um congénere (português europeu) ou congênere (português brasileiro) (a partir de raízes latinas significa "nascido em conjunto" ou "dentro da mesma raça ou espécie") tem vários significados diferentes, dependendo do campo em que ele é usado. Popularmente é usado para significar uma pessoa ou coisa como outra, em caráter ou ação.

## Biologia
Em biologia, são organismos congêneres aqueles no âmbito do mesmo gênero. Um termo relacionado referindo-se aos membros da mesma espécies é coespecífico. Congêneres e coespecíficos dentro da mesma região geográfica podem competir.

## Química

Exemplo de um congênero: o número e localizações de grupos Cl podem variar

Em química, congêneres são compostos químicos relacionados, e.g., um derivado ou um elemento no mesmo grupo da tabela periódica.
- Existem 209 congêneres de bifenilpoliclorados (PCB) assim como 209 congêneres de éteres difenilos polibromados (PBDE).
- Congêneres de ácidos olêicos podem modificar o compostamento da membrana celular protegendo contra tumores ou tendo efeitos sobre a pressão sanguínea.
- Congêneres referem-se a outros elementos em um grupo na tabela periódica. Por exemplo, os congêneres do elemento cobre do Grupo 11 são a prata e o ouro.